# Chung Un-Chan
Chung Un-chan (Gongju, 21 de marzo de 1947) es un economista y político surcoreano que ocupó el cargo de primer ministro de Corea del Sur desde el 29 de septiembre de 2009 hasta el 11 de agosto de 2010. Sustituyó a Han Seung-soo. Fue nombrado por el Presidente Lee Myung Bak, siendo elegido en teoría por su experiencia económica. Anteriormente ocupó la presidencia de la Universidad Nacional del Seúl. Dimitió del puesto de primer ministro al no sacar adelante un proyecto de infraestructuras. El cargo estuvo vacante dos meses hasta el nombramiento de Kim Hwang-sik.

## Vida profesional

### Carrera académica
Antes de su nombramiento como presidente de la Universidad Nacional de Seúl, Chung fue decano de la facultad de ciencias sociales en el primer semestre de 2002. De 1993 a 1994, fue decano asociado de la facultad. El Dr. Chung fue profesor asociado visitante en la Universidad de Hawái en 1983, investigador invitado en la London School of Economics de 1986 a 1987 y profesor invitado en la Ruhr-Universitat Bochum ( Alemania ) en 1999. El Dr. Chung obtuvo un título Licenciatura en economía en la Universidad Nacional de Seúl en 1970 y maestría en economía en la Universidad de Miami.( Ohio ) en 1972. Chung recibió un Ph.D. en economía de la Universidad de Princeton en 1978 después de completar una tesis doctoral titulada "Hacia una teoría de la firma bancaria que fija los precios". En octubre de 2004, el Dr. Chung recibió un título honorífico en educación internacional en la Universidad Nacional del Lejano Oriente en Vladivostok , Rusia . El Dr. Chung continúa escribiendo y realizando investigaciones en macroeconomía y mercados financieros . 